# كريستين كامب
كريستين كامب (بالهولندية: Christine Kamp)‏ هي عازفة أرغن هولندية، ولدت في 1966.